# Čistilište sv. Patrika
Čistilište sv. Patrika je drevno hodočasničko mjesto u Irskoj. Nalazi se na otoku Station Island usred jezera Lough Derg.
Prema legendi, mjesto datira iz 5. stoljeća, kada je Isus pokazao špilju sv. Patriku, koja je ulaz u pakao. Važnost ovog mjesta u srednjem vijeku vidi se iz činjenice da se spominje u tekstovima iz 1185. i prikazaju se na kartama cijele Europe već u 15. stoljeću. 
Legenda tvrdi, da je sv. Patrik bio obeshrabren sumnjama njegovih potencijalnih obraćenika, koji su mu rekli da ne vjeruju njegovom učenju, dok ne vide dokaze. Sv. Patrik je na to molio Boga, da mu pomogne u širenju Evanđelja u Irskoj. Bog mu je otkrio ponor u zemlju, koji je nazvao "čistilište". Kada je sv. Patrik pokazivao ovo mjesto ljudima, oni bi vjerovali sve što im je rekao. Svjedočanstvom o čistilištu, ljudi su povjerovali u radosti neba i muke pakla.
Hodočašća u Čistilište sv. Patrika traju do danas. Svake godine glavna sezona hodočašća počinje krajem svibnja/početkom lipnja, a završava sredinom kolovoza, na blagdan Velike Gospe. Vjernici trebaju imati najmanje 15 godina, biti dobrog zdravlja i biti sposobni hodati i klečati.